# ماثيو لوند
ماثيو لوند (بالإنجليزية: Matty Lund)‏ (و. 1990  م) هو لاعب كرة قدم أيرلندي شمالي، ولد في مانشستر، مركز لعبه هو لاعب وسط.

## مسيرته الكروية
لعب ماثيو لوند خلال مسيرته الاحترافية مع 9 أندية في ستة عشر موسمًا وسجل خلالها 35 هدفًا ضمن 231 مباراة. ولم يفز بأي موسم بالكأس أو بالدوري.
خاض ماثيو لوند مسيرته مع نادي ستوك سيتي في موسم 2009–10 ولمدة موسمين، لم يشارك في أي مباراة ولم يسجل أي هدف. ثم انتقل إلى نادي هيرفورد في موسم 2010–11 لمدة موسم واحد، حيث شارك في مباراتين ولم يسجل أي هدف أيضًا. لينتقل بعدها إلى نادي بريستول روفيرز في موسم 2011–12 ولمدة موسمين، مشاركًا في 31 مباراة سجل خلالها 4 أهداف. ثم انتقل إلى نادي ساوثيند يونايتد في موسم 2012–13 لمدة موسم واحد، مشاركًا في 12 مباراة سجل خلالها هدفًا واحدًا. هذا وانتقل لاحقًا إلى نادي روتشديل في موسم 2013–14 في المرة الأولى ليلعب معه أربعة مواسم ثم في موسم 2019–20 لمدة موسم واحد، مشاركًا طوالها في 117 مباراة سجل خلالها 21 هدفًا. ثم انتقل بعدها إلى نادي برادفورد سيتي في موسم 2017–18 لمدة موسم واحد، مشاركًا في 10 مباريات سجل خلالها هدفين. ليعود وينتقل من جديد، لكن هذه المرة إلى نادي سكونثورب يونايتد في موسم 2018–19 ولمدة موسمين، مشاركًا في 44 مباراة سجل خلالها 6 أهداف.

## روابط خارجية
- ماثيو لوند على موقع الاتحاد الأوربي (الإنجليزية)
- ماثيو لوند على موقع قاعدة بيانات كرة القدم.إي يو (الإنجليزية)
- ماثيو لوند على موقع ناشيونال فوتبول تيمز (الإنجليزية)
- ماثيو لوند على موقع Soccerbase.com (لاعب) (الإنجليزية)
- ماثيو لوند على موقع Soccerway.com (الإنجليزية)